# Acción Nacional (Chile, 1936)
Acción Nacional fue un partido político chileno existente durante 1936.

## Historia
Tiene sus orígenes en la Milicia Republicana, creada en 1932 con el objeto de defender el régimen democrático y sostener el gobierno de Arturo Alessandri Palma por medio de las armas. Al disolverse esta milicia paramilitar en 1935, por considerarse que se había cumplido el objetivo de resguardar la democracia, sus dirigentes fundaron la Acción Nacional como partido político. Su fundador y presidente fue Eulogio Sánchez Errázuriz, que había sido el comandante en jefe de la Milicia Republicana.
Su programa de gobierno era combatir los extremismos de toda clase de dictadura y «crear una fuerza política nueva, libre de los prejuicios y vicios de los antiguos partidos, que permitiera dar al país un gobierno fuerte y capaz, justo y honorable». Se expresaba también en el programa la idea de crear un Estado corporativo.
En diciembre de 1936, se fusionó con la Unión Republicana para formar la Acción Republicana (AR).